# Fraunhofer Steinbruch
Das 5 ha große Fraunhofer Steinbruch mit der Kennung ME-030 liegt auf dem Gebiet der Stadt Mettmann im Kreis Mettmann. Der alte Steinbruch ist südwestlich der Kernstadt von Mettmann im Neandertal gelegen, östlich angrenzend ist das Neandertal-Museum. Die Mettmanner Straße (L 357) mit der parallel fließenden Düssel bildet die nördliche Grenze des Naturschutzgebietes. Im Norden grenzt ein noch in Betrieb befindlicher Kalksteinbruch an. Westlich schließt sich das 34 ha große Naturschutzgebiet Westliches Neandertal (ME-045) und nördlich das 6 ha große Naturschutzgebiet Laubacher Steinbruch (ME-036) an.

## Beschreibung
Das Fachinformationssystem des Landesamtes für Natur, Umwelt und Verbraucherschutz schreibt über das Naturschutzgebiet Fraunhofer Steinbruch: „Die nordexponierten Kalkfelsen werden von zwei Bermen unterbrochen, auf denen sich ein Pionierwald entwickelt hat. Der südliche Bereich der Steinbruchsohle wird von licht- und wärmeliebenden Kalk-Pionierrasen, Magerwiesen und mageren Säumen eingenommen, welche regelmäßig gemäht werden. Diese werden teilweise von einzelnen hohe Gehölzen beschattet. Im nördlichen Teil der Sohle entwickelt sich aus einem Weißdorngebüsch ein Hainbuchen-Wald mit Vogelkirsche und Bergulme. Hier kommt das im NRW-Flachland stark gefährdete Moos Rhytidiadelphus triquestrus vor, welches halboffene Standorte benötigt und durch die Beschattung gefährdet ist. Der südöstlichste Teil der Sohle ist im Bereich ehemaliger Gebäude befestigt. Hier wurde ein aufgeständertes Holzhaus als Fledermausquartier errichtet. Am nördlichen Ausgang des Steinbruchs (zur Fundstelle des Neandertalers hin) befindet sich ein kleiner offener Bereich mit südexponierten Felsen, der vom aufkommenden Wald beschattet wird. Bedeutung hat das Gebiet besonders durch seinen ulmenreichen Schluchtwald (prioritärer FFH-Lebensraumtyp 9180), die Kalkpionierrasen (prioritärer FFH-LRT 6110) und Magerwiesen, den naturnahem Bach und das Vorkommen gefährdeter Moose sowie als potentieller Lebensraum für Zauneidechsen“.
„Das Neandertal stellt insgesamt einen regional bedeutenden West-Ost-Vernetzungskorridor dar und ist ein international bedeutsames Gebiet zum Schutz der Natur. Hauptentwicklungsziele sind Erhaltung und Optimierung eines ehemaligen Steinbruchs mit einer teilweise offenen, besonnten Steinbruchsohle als Standort für Kalkpionierrasen und Magerrasen sowie schattigen und offenen Felswänden als Lebensraum gefährdeter Tier- und Pflanzenarten, die Entwicklung der Buchenwälder und der bachbegleitenden Erlen-Eschenwälder, die Entwicklung eines naturnahen Bachlaufs durch Wiederherstellung eigendynamischer Prozesse sowie die Entwicklung artenreicher Talwiesen und -weiden“. Von den vielen seltenen und gefährdeten Pflanzen- und Tierarten des Naturschutzgebietes seien beispielhaft hervorgehoben: Braunstieliger Streifenfarn (Asplenium trichomanes s. l.) (RL 3), Großes Zweiblatt (Listera ovata) (RL 3), Rapunzel-Glockenblume (Campanula rapunculus), Rippenfarn (Blechnum spicant) (RL 3), Zerbrechlicher Blasenfarn (Cystopteris fragilis) (RL 2), Rundblättriges Wintergrün (Pyrola rotundifolia)], Trauben-Gamander (Teucrium botrys) und der gesetzlich geschützte Hirschzungenfarn (Asplenium scolopendrium).
Das Naturschutzgebiet ist als Teil des FFH-Gebietes „Neandertal“ in das Natura 2000 Biotopnetz einbezogen.

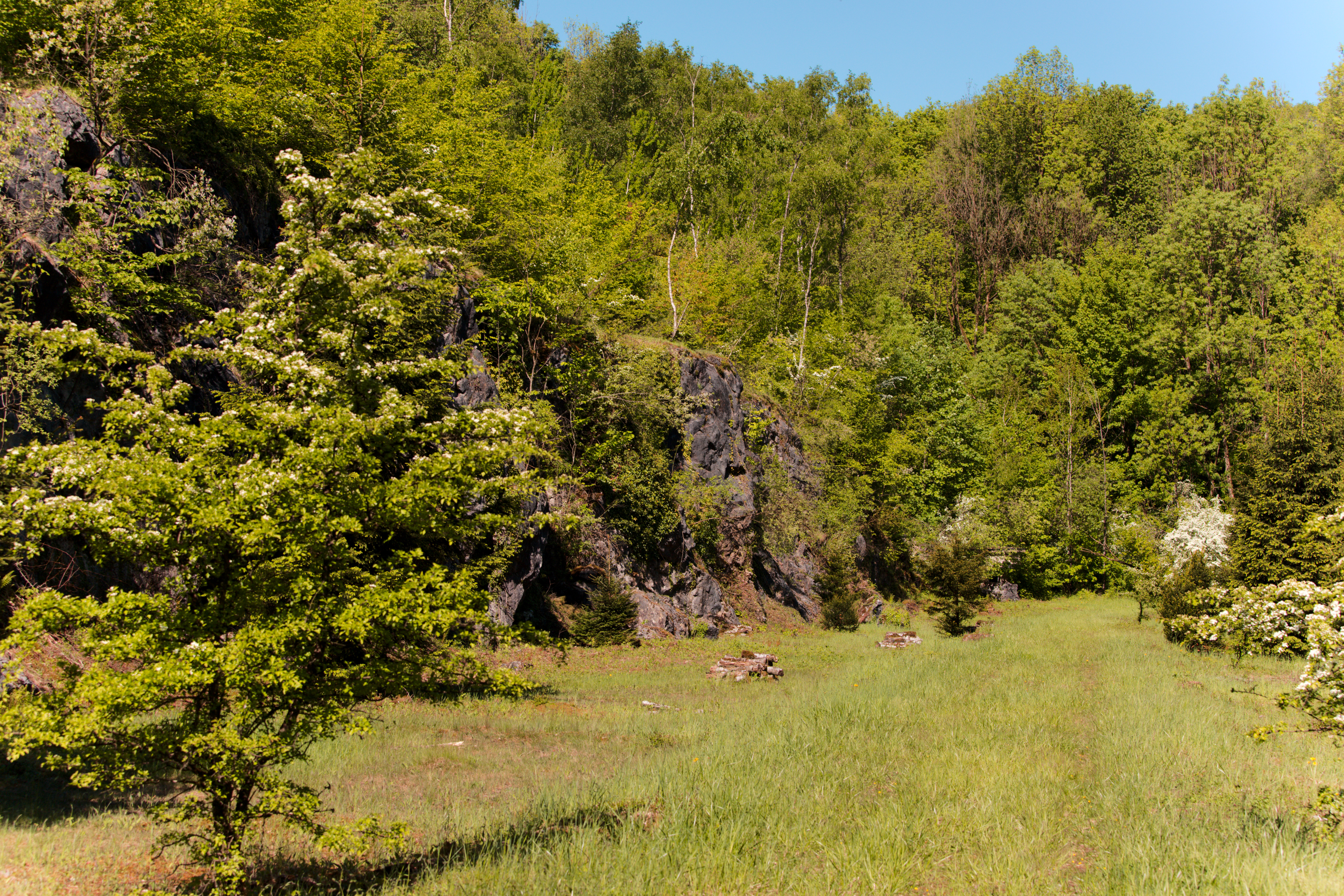
Fraunhofer Steinbruch
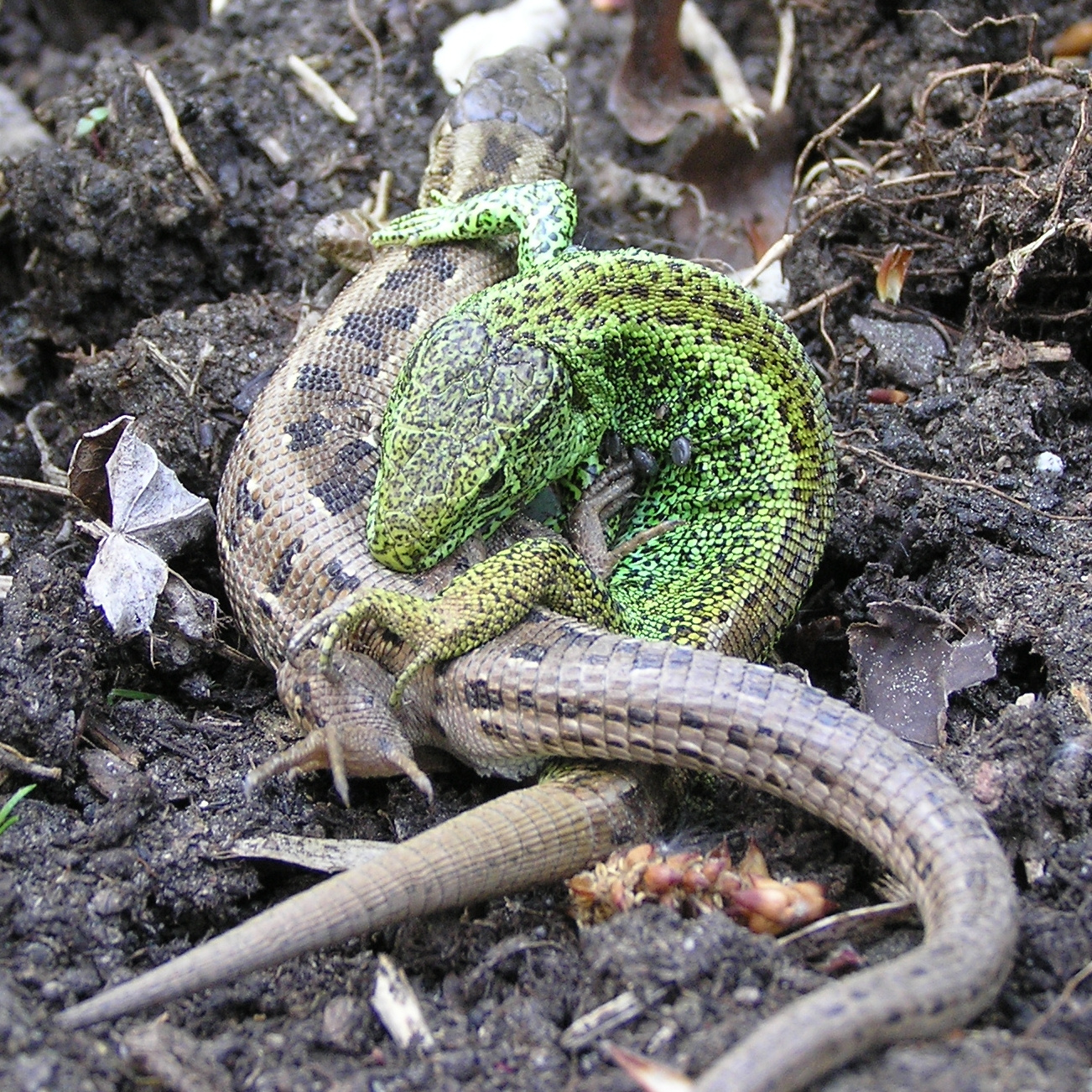
Zauneidechsen-Paar (Lacerta agilis)
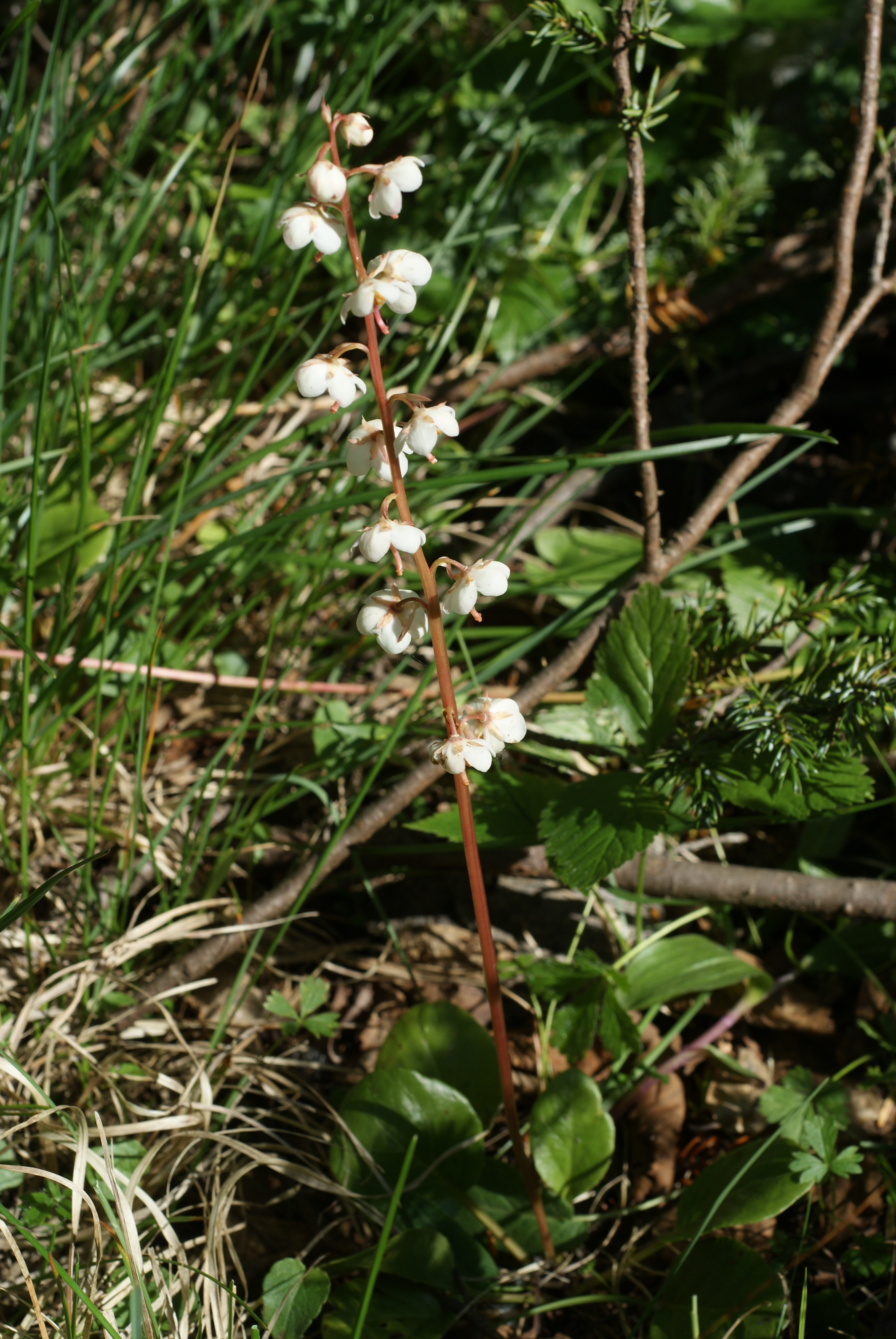
Rundblättriges Wintergrün (Pyrola rotundifolia)
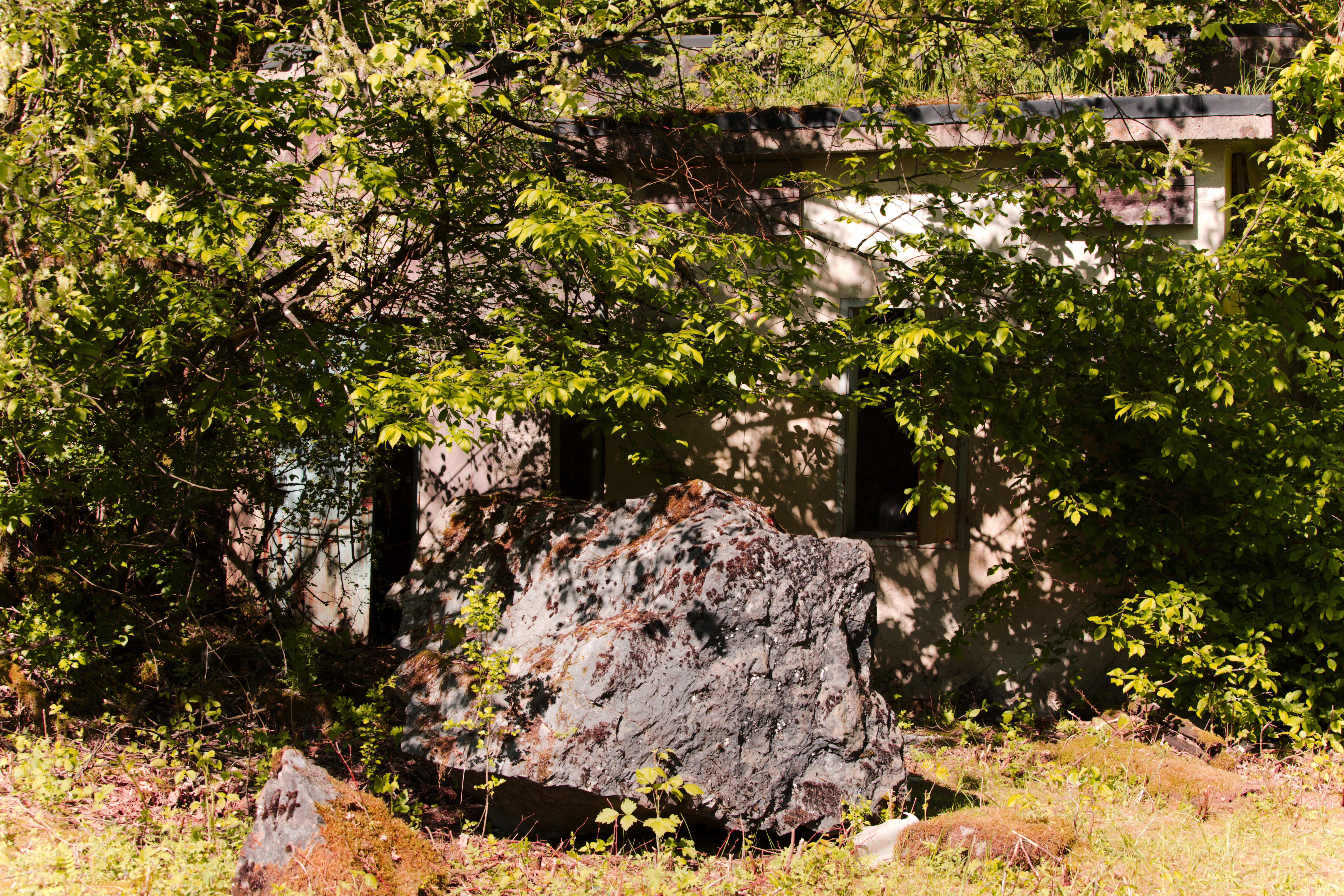
Relikte des ehemaligen Steinbruchbetriebes
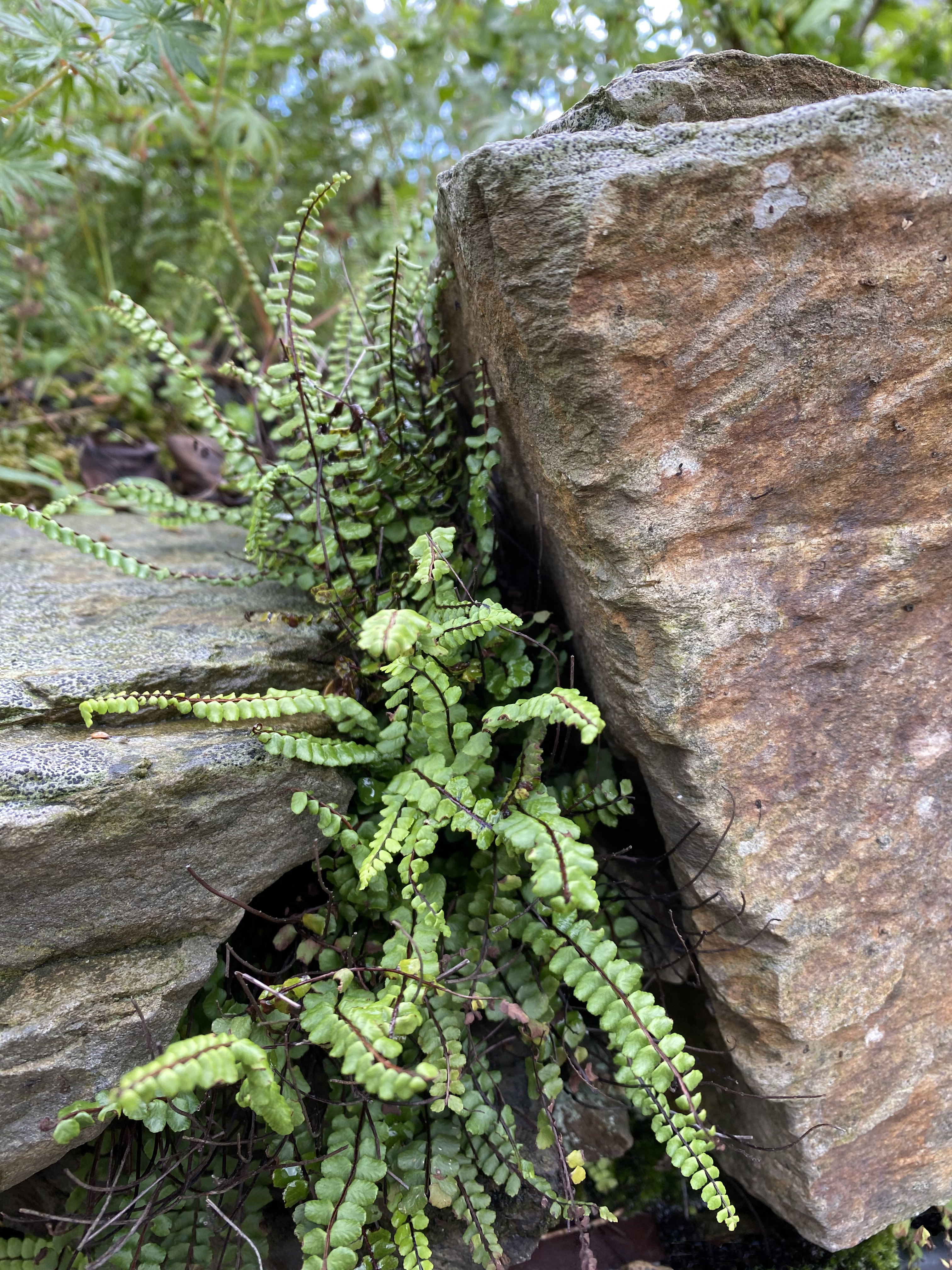
Braunstieliger Streifenfarn (Asplenium trichomanes)
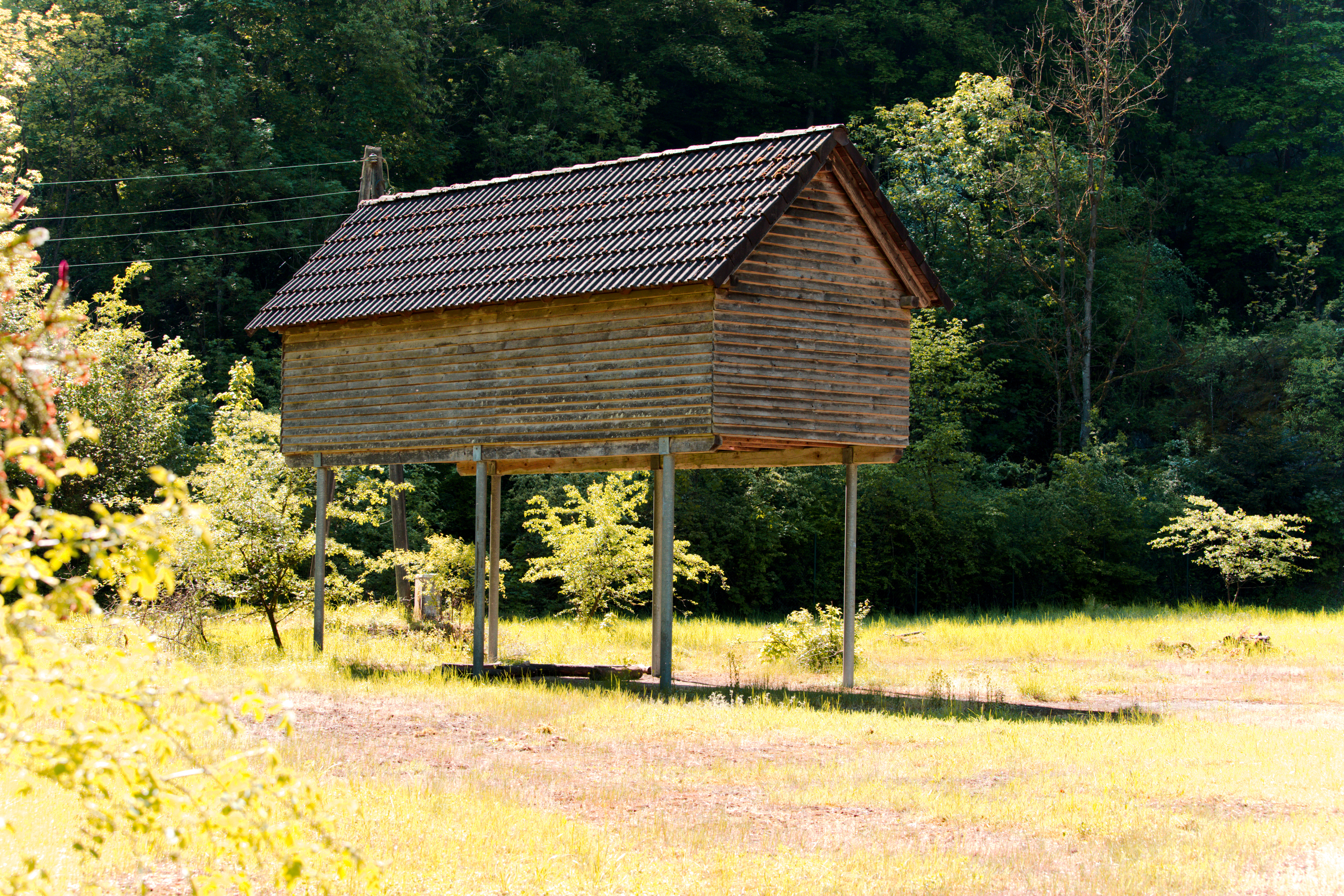
Aufgeständertes Holzhaus als Fledermausquartier
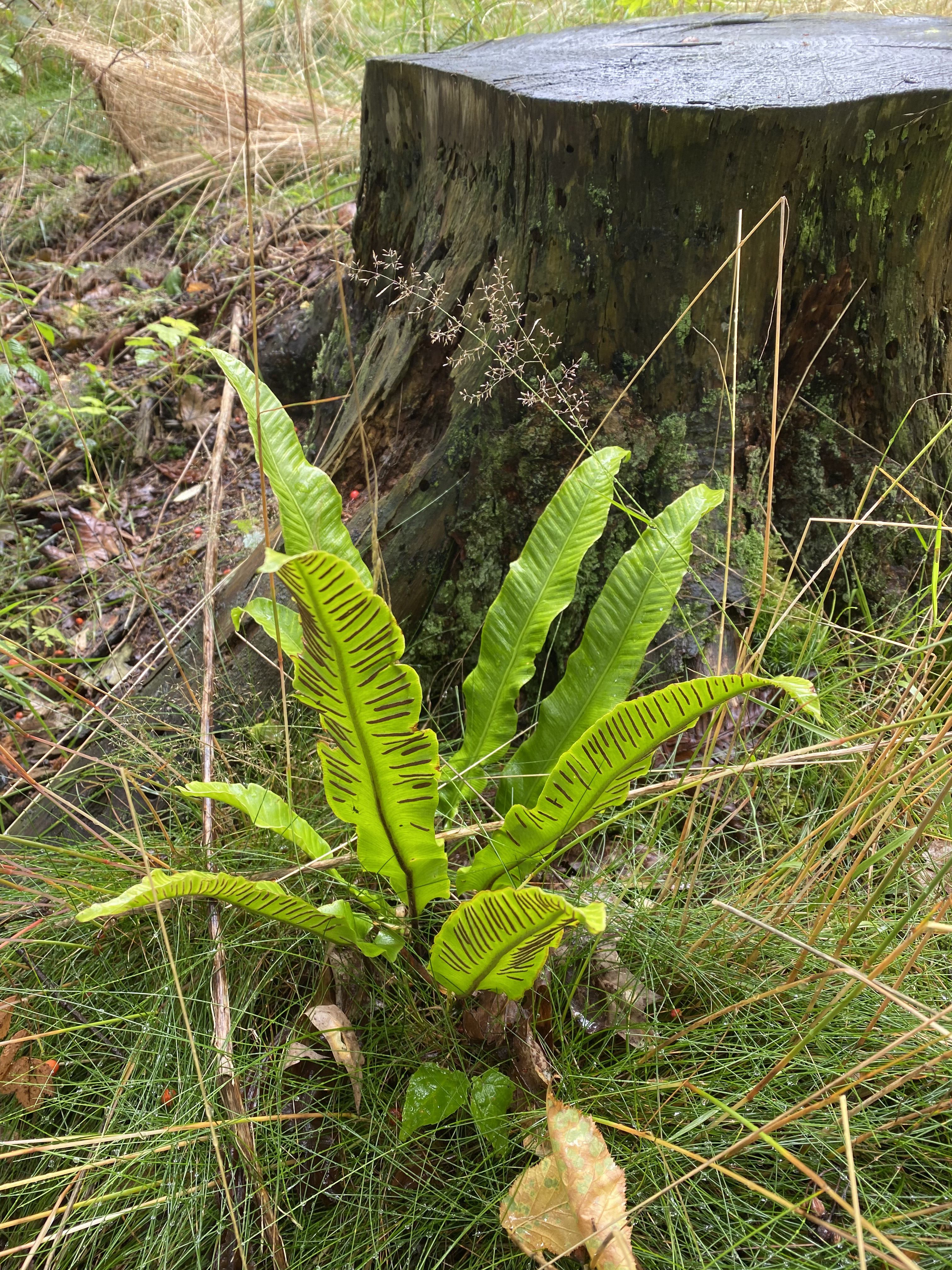
Hirschzungenfarn (Asplenium scolopendrium)